# لبلاب جبلي
لبلاب جبلي (الاسم العلمي:Convolvulus montanus) هو نوع من النباتات يتبع جنس اللبلاب من الفصيلة اللبلابية.